# Ilhas da Salvação
As Ilhas da Salvação (em francês: Îles du Salut) são um grupo de pequenas ilhas de origem vulcânica a apenas 11 quilômetros da costa da Guiana Francesa (14 km ao norte de Kourou) no Oceano Atlântico.  Embora estejam mais perto de Kourou, as ilhas fazem parte da comuna de Caiena (município), especificamente Caiena no primeiro Cantão Nord-Ouest.
A Île du Diable é mais conhecida como a Ilha do Diabo. A área total do arquipélago é de 0,62 km² (62 hectares). Ilha do Diabo e Ilha Real são separadas pelo Paso das Granadinas, Ilha Real e Ilha de São José pelo Paso da Deseada. As ilhas foram usadas como colônia penal a partir de 1852, ganhando reputação de aspereza e brutalidade. Este sistema foi gradualmente eliminado e foi completamente encerrado desde 1953. Hoje as ilhas são um destino turístico popular. As ilhas foram nomeadas no romance "Papillon" de Henri Charrière, que aí ficou preso aqui durante 9 anos.

## Galeria

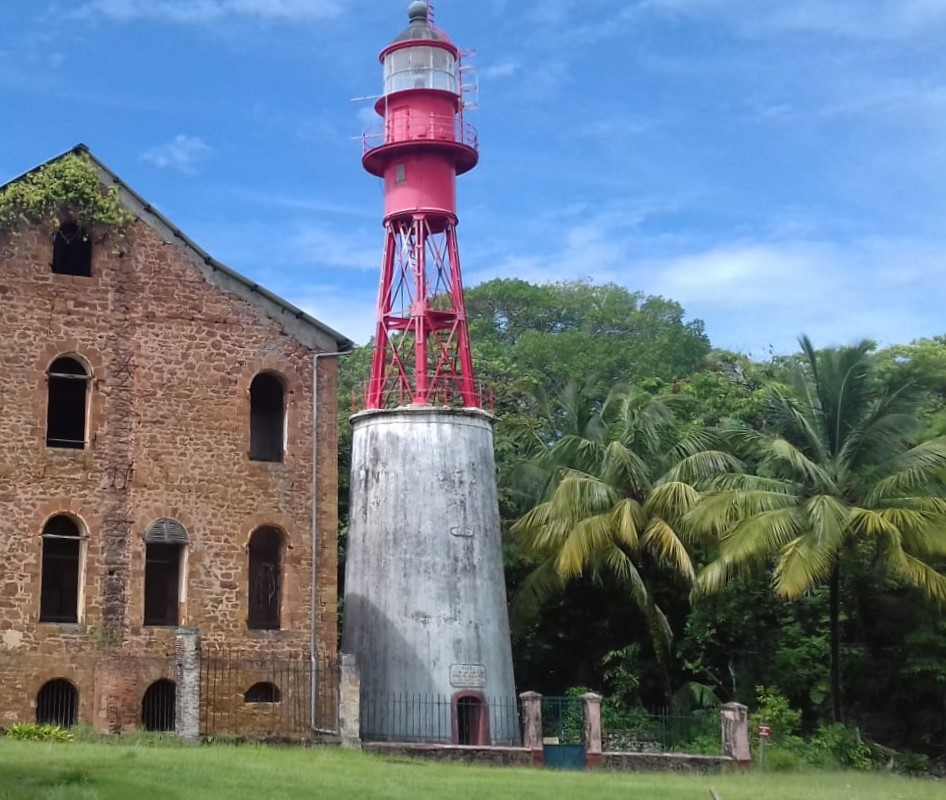
O farol das Ilhas da Salvação.
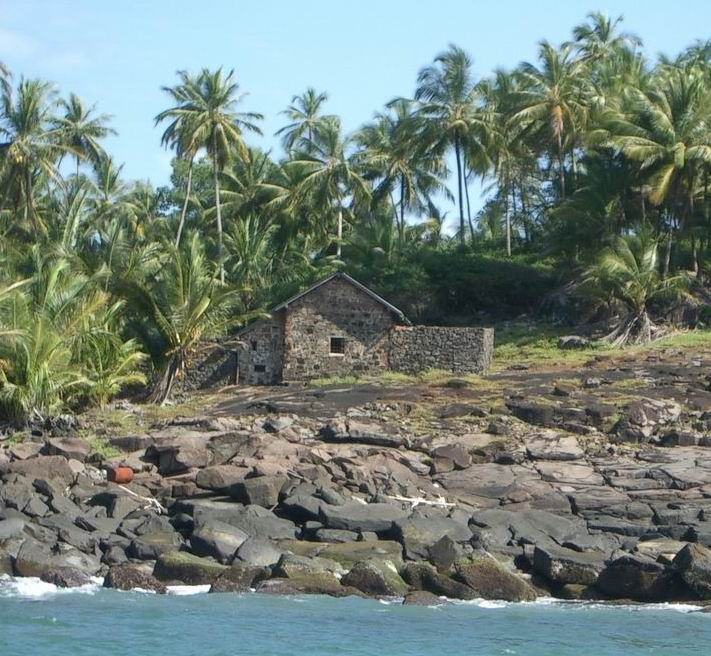
Casa de Alfred Dreyfus.
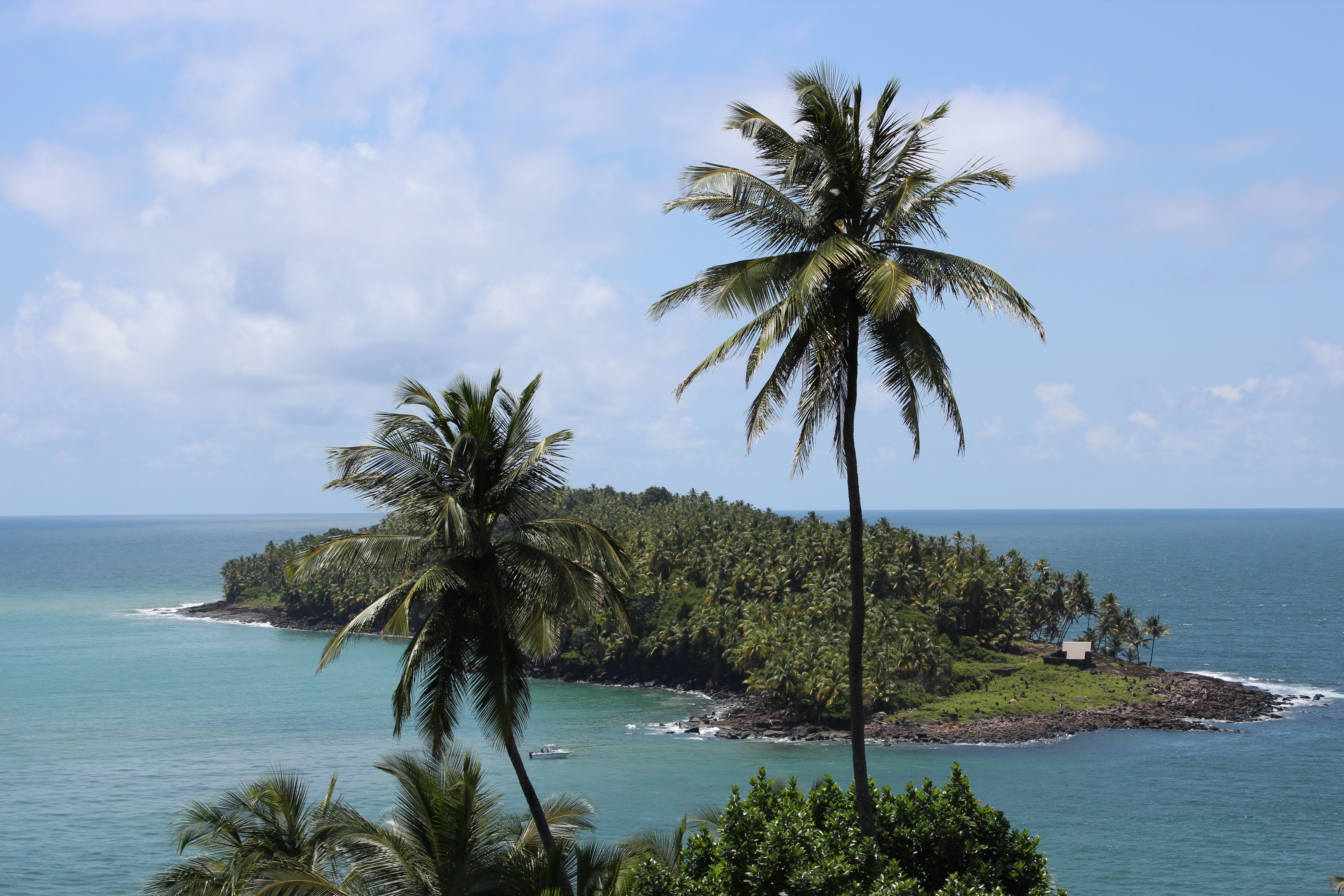
Ilha do Diabo.
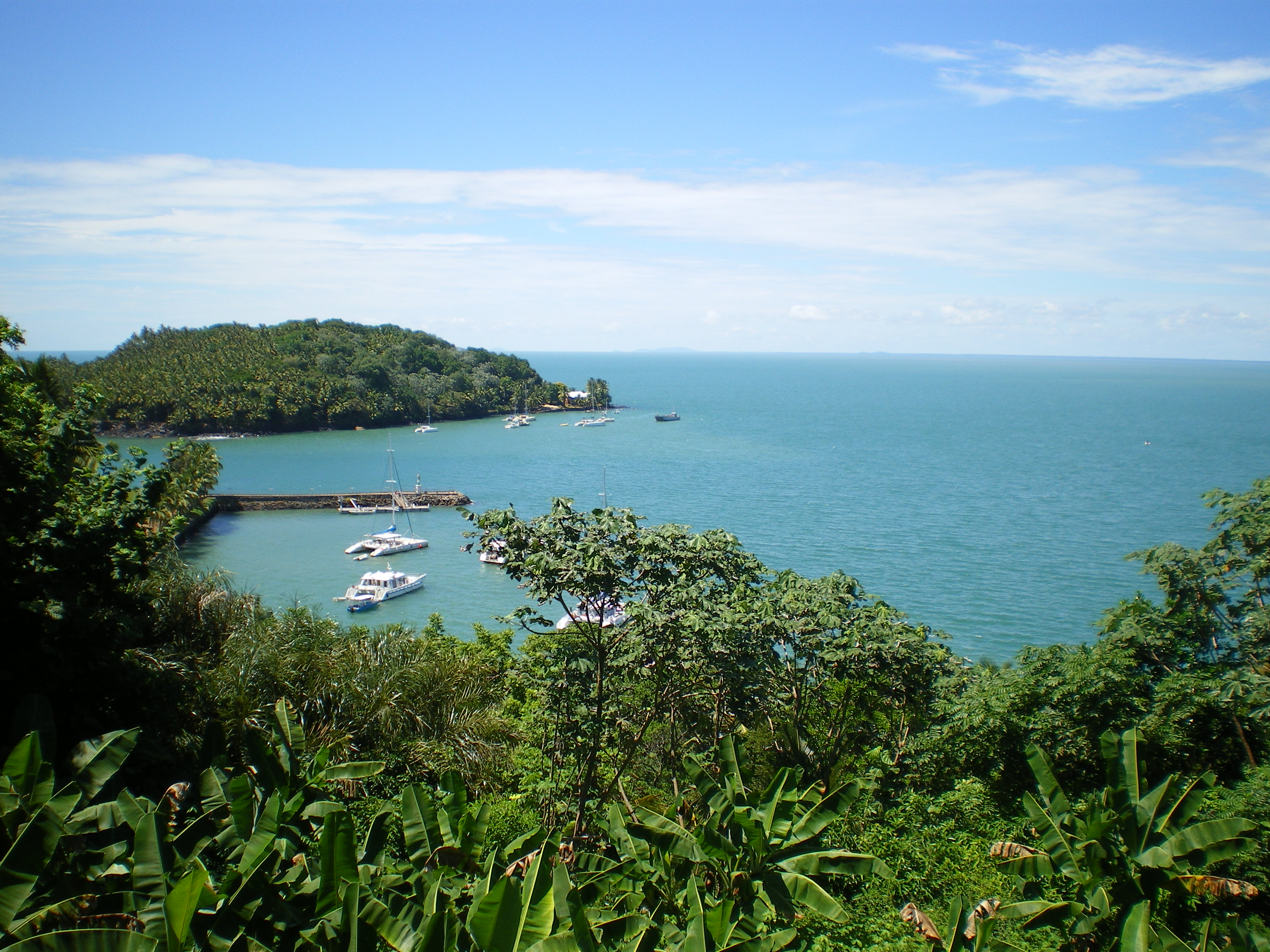
Ilha Real.
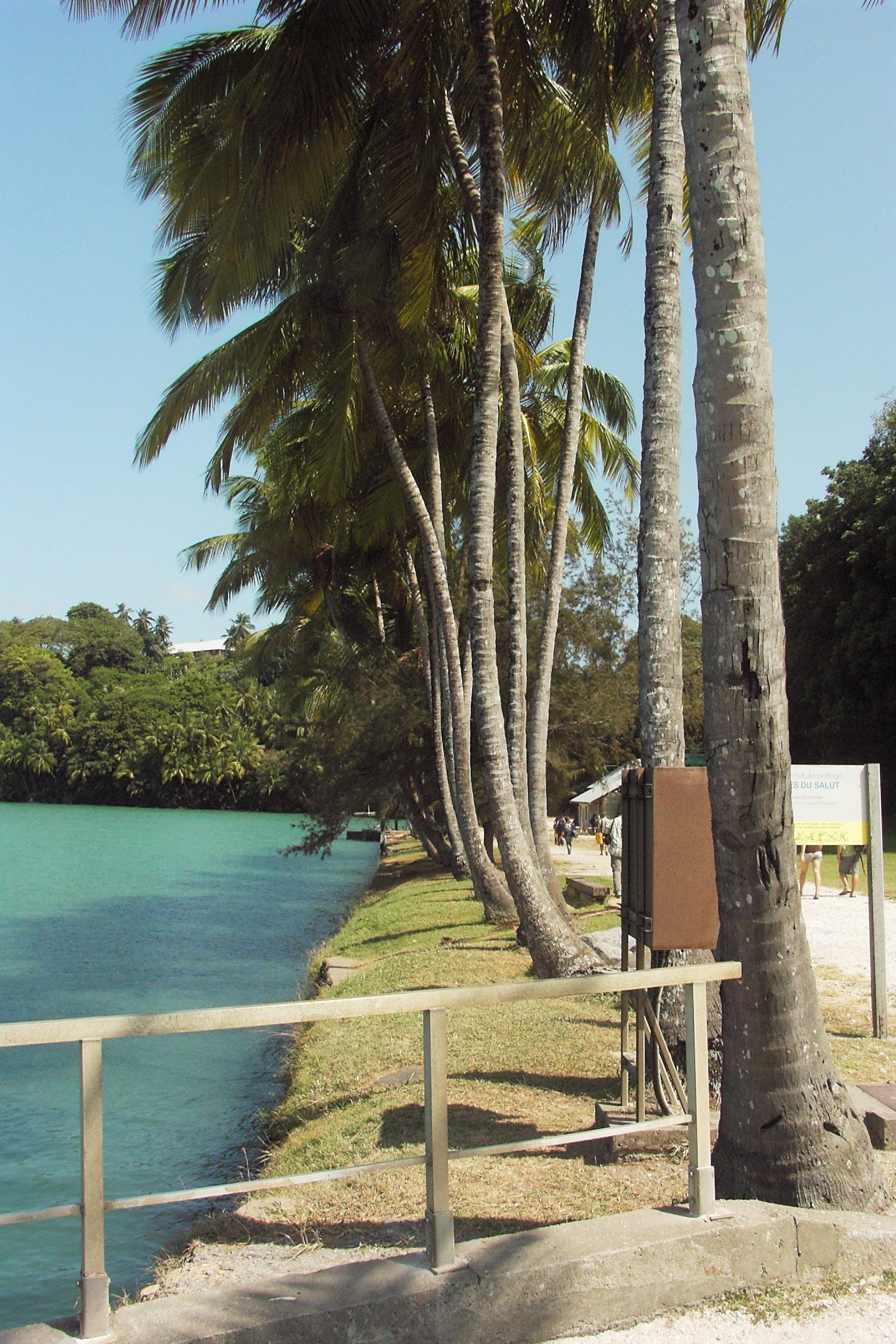
Chegada na Ilha Real.
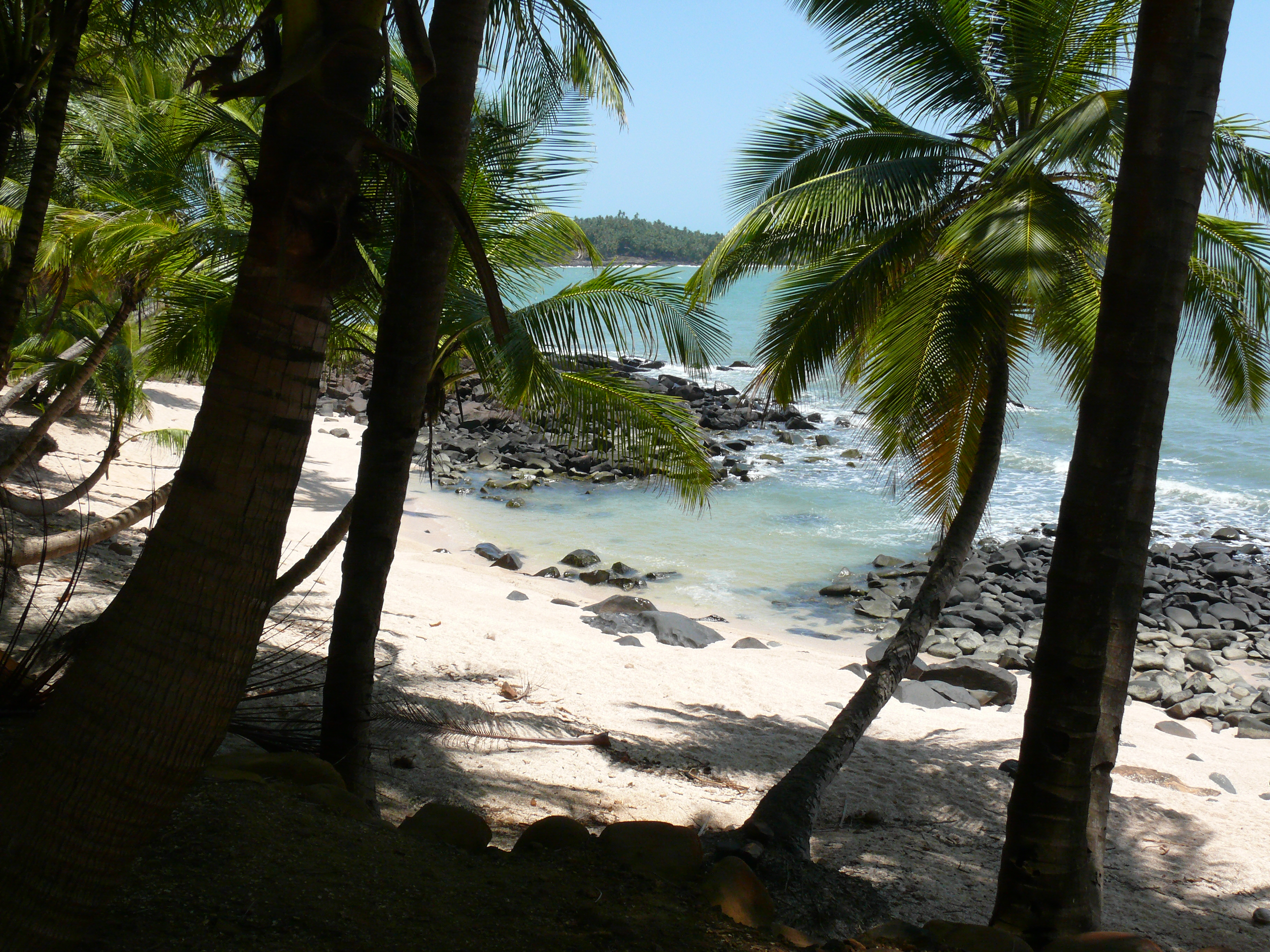
A praia da Ilha São José.